# Спящая красавица (фильм, 2011)
«Спя́щая краса́вица» (англ. Sleeping Beauty) — австралийский фильм-драма с элементами эротики режиссёра Джулии Ли. Главную роль в фильме исполнила актриса Эмили Браунинг. Фильм повествует о юной студентке, зарабатывающей на жизнь в частном закрытом клубе. Мировая премьера фильма состоялась 11 мая 2011 года на Каннском фестивале, премьера в России прошла 25 августа 2011 года.

## Сюжет
Сюжет фильма является аллюзией и реминисценцией на известную библейскую историю «Сусанна и старцы».
Австралийская студентка Люси, работающая на нескольких работах, испытывает проблемы с жильём и деньгами и по объявлению в студенческой газете находит ещё одну подработку официанткой в частном элитарном клубе, подающей блюда клиентам в нижнем белье. В различное время по звонку телефона она приглашается в загородную виллу, где спит под действием сильного снотворного, пока пожилые члены клуба делают с ней то, что им заблагорассудится, единственным ограничением является запрет проникновения, о чём клиенты заведения каждый раз перед контактом с Люси предупреждаются хозяйкой виллы. Постепенно главная героиня всё больше и больше хочет узнать, что же происходит с ней в те часы, о которых она ничего не помнит.
Когда её увольняют с очередной подработки в офисе, Люси покупает скрытую миниатюрную видеокамеру в магазине электроники. Она легко принимает предложенную её коллегой по работе в кафе большую дозу сильнодействующего препарата-антидепрессанта прозак, что ей категорически запрещено хозяйкой виллы Кларой и после идет на ночное купание с этим коллегой, просыпаясь наутро в своей квартире вместе с ним в постели. Внезапно, ей звонит Клара и просит срочно приехать. Шофер уже ждет под дверью. Люси плохо и её рвет на пути к особняку. Когда Люси приезжает, она лжет Кларе, сказав, что она чувствует себя «прекрасно», а затем просит у Клары разрешения узнать, что происходит во время, когда она спит. Клара отказывается, говоря, что это будет для её клиентов возможным риском шантажа. Когда Люси ложится в кровать и остается одна, она вытаскивает портативную камеру, спрятанную во рту, так же как зонд, глотание которых для медицинских исследований являлось одной из её подработок. Шатаясь под действием дозы снотворного в чае, даваемого ей Кларой, она все же смогла прикрепить миниатюрную камеру к вазе в нише стены комнаты.
Вошедший с Кларой клиент является стариком с мускулистым телом, бывшим когда-то самым первым спавшим с Люси ранее, но теперь он тоже выпивает чай Клары, и в его случае, это чай с четырёхкратной дозой снотворного, которое по его просьбе кладет в чай Клара как средство для его самоубийства.
Через какое-то время Клара приходит в комнату для сна, открывает окна и проверяет пульс старика убеждаясь, что он мертв. Она пытается разбудить Люси, чтобы наконец-то в этом особом случае согласиться на её просьбу и показать ей клиента, которому уже можно не опасаться шантажа, но Клара не может добудиться Люси из-за смешанного эффекта прозака и снотворного в чае и понимает, что у девушки угнетено дыхание и она на грани смерти. Клара делает ей искусственное дыхание изо рта в рот и оживляет Люси. Девушка просыпается и обнаруживает обнажённого мужчину, лежащего рядом, прикоснувшись к которому она понимает, что тот холоден и мёртв. Это вызывает её яростный крик — смерть опять рядом с ней даже во сне, так же как и ранее в реальной жизни, когда её ближайший друг-наркоман призвал Люси к себе, чтобы умереть в её объятиях. Фильм заканчивается повтором видео, снятого скрытой камерой Люси, установленной ею на вазе в нише стены: старый человек, уставший от жизни, просто пришёл тихо уснуть вечным сном рядом с прекрасной юной спящей красавицей.

## В ролях
- Эмили Браунинг — Люси
- Рэйчел Блейк — Клара
- Майкл Дорман — Кук
- Генри Никсон — Майк
- Юэн Лесли — Бёрдманн
- Мирра Фоулкс — Софи

## Отзывы
- «В меру увлекательный, но неглупый австралийский дебют про женское одиночество.» — Афиша (журнал)[3]
- «Режиссёрский дебют австралийской писательницы Джулии Ли поражает даже не тем, что при многочисленной обнажёнке и цепенеющей в порыве вуайеризма камере кино получается если и не целомудренное, то как минимум избавленное от какого бы то ни было эротизма.» — Time Out
- «Есть только поверхность тела, возможность им любоваться и совершаемые с ним операции. Камера фиксирует это тело во всей красоте детально выстроенного кадра, но не с вуайеристским наслаждением, а с позиции лишенного эмоций наблюдателя, что роднит картину с работами Михаэля Ханеке.» — Газета.Ru
- «Главные темы фильма — апатия и близость смерти, спящая сексуальность и пробуждающийся феминизм — близки гранд-даме австралийского кино Джейн Кэмпион: единственная из женщин-режиссёров обладательница Золотой пальмовой ветви благословила свою подопечную Джулию Ли и помогла ей попасть в каннский конкурс.» — Коммерсантъ